# Odnodvortsy

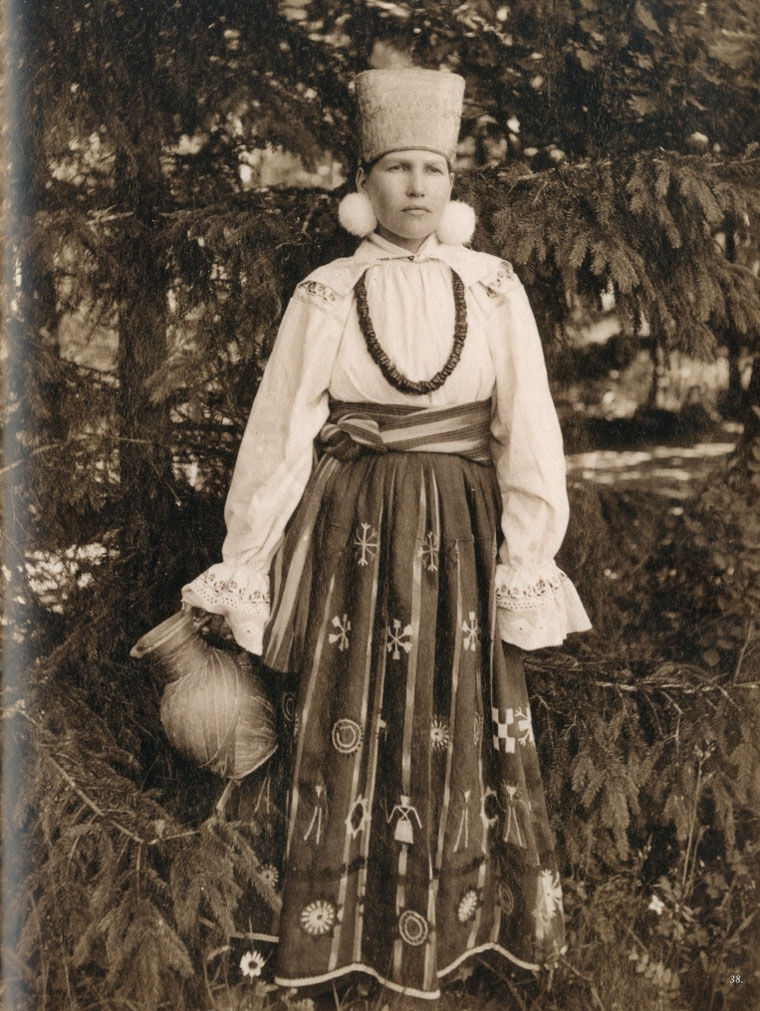
Mujer odnodvorets del Gobernación de Kursk.

Los odnodvortsy (en ruso: однодво́рцы; en singular, odnodvórets, однодво́рец) fueron un grupo social de la burguesía rusa entre finales del siglo XVII y mediados del XIX. Aquellos de este grupo que no pudieron demostrar su nobleza o recuperarla a través de la Tabla de rangos del Imperio ruso fueron clasificados con el campesinado del estado.

## Orígenes
La palabra odnodvortsy fue mencionada por primera vez a fines del siglo XVI. Hasta mediados del siglo XVII, odnodvortsy era un estado temporal de la nobleza terrateniente (vástagos de boyardos) que no tenía campesinos en sus fincas. La palabra odnodvorets (singular de odnodvorsty) significa literalmente «poseer una (odno) finca (dvor)». Denis Lyapin señaló que si, los parientes de un vástago boyardo tenían su propia casa en su finca, tal caballero no se clasificaba como odnodvorets. Vástago boyardo se refería a personas que ellos mismos y sus antepasados en el pasado sirvieron en la milicia noble, pero debido a la pobreza y la desolación de la tierra ya no podían servir, porque toda su propiedad consistía en una yarda (de ahí el nombre).
La clase de odnodvortsy se asoció en gran medida con el sur de Moscovia. A finales del siglo XVI, solían proteger la frontera sur de los tártaros de Crimea, así como de los cosacos ucranianos y de la República de las Dos Naciones el gobierno de Moscú decidió establecer una línea de fortalezas en la frontera con la estepa —campo salvaje—: Bélgorod, Yelets, Kursk, Vorónezh, etc. El gobierno comenzó a reclutar a los vástagos boyardos, así como a todo aquel que expresara el deseo de entrar en el servicio militar, en las fortalezas fronterizas. Los recién llegados eran descendientes de boyardos, pequeños príncipes y soldados comunes. La alta burguesía, así como algunos militares de los nuevos regimientos modelo recibieron tierras. Sin embargo, la colonización primaria de la región por la nobleza y los militares provocó la situación de grave carencia de campesinos. D. Lyapin señaló en su estudio de los vástagos de boyardos de Yelets, que ya a finales del siglo XVI, cuando se estaba construyendo Yelets, algunos de los vástagos de boyardos locales estaban desamparados, mientras que en ese momento no había ningún registro de campesinos en la zona.
La proporción entre la nobleza y los campesinos en el sur de Moscovia fue inestable hasta finales de 1600. Por ejemplo, el Yelets desyatnya —una lista de vástagos de boyardos— de 1622 indicaba 1256 campesinos para 820 vástagos de boyardos. En 1678 el número de campesinos en el área aumentó a 3500 y de 1850 vástagos de boyardos. En la segunda mitad del siglo XVII solamente el 17% de la nobleza de Yelets tenía siervos, mientras que el 83% era muy poco numeroso y cosechaba sus tierras por su cuenta, o no tenía ninguna. En el distrito de Veliki Nóvgorod en 1665 la nobleza sin siervos tenía el 15%, mientras que los sin tierra tenían el 38%. Al mismo tiempo, la nobleza que tenía de 1 a 14 casas campesinas se consideraba de poca monta.
La escasez de campesinos dio lugar a una situación de ausentismo masivo de los descendientes de boyardos del servicio. Por ejemplo, durante la campaña antiturca de 1677, los descendientes de boyardos que no se presentaron fueron el 51%.

## Odnodvortsy como clase social
En el primer trimestre del 1700 el número total de odnodvortsy era de 453 hombres, mientras que a mediados del siglo XIX habían llegado a un millón.
En 1713, los habitantes de la frontera sur se organizaron en la llamada «milicia terrestre», Para ìmplementar la reforma, las comunidades de odnodvortsy se estructuraron en los llamados slobods encabezados por atamanes, similares a los cosacos. Más tarde fueron gestionados por administradores (upraviteli) que recaudaban impuestos, representaban a la comunidad ante las autoridades centrales y organizaban los cargos militares. Para ayudar al líder de los odnodvortsy se eligieron los «mejores hombres» de la comunidad. También eligieron los sótnik y desyatniks - rangos que funcionaban como policía local. Los sótnik fueron elegidos de cada 100 a 200 casas. Cada uno tenía cinco desyatniks (ancianos elegidos entre 10-30 hogares) bajo su supervisión. Los sótnik estaban obligados a informar a las autoridades de cada crimen o delito en su territorio, y eran elegidos por turnos, así que cada familia tenía su cargo militar a su debido tiempo. En 1747 se prohibió a los odnodvortsy dejar sus comunidades sin el permiso de su administrador.
Los odnodvortsy celebraron asambleas especiales de vólost para decidir quién iría al ejército. Si una familia no quería enviar a su miembro al ejército, podían contratar a un hombre para reemplazarlo. En el siglo XVIII de tres hombres en una familia de odnodvortsy, dos fueron tomados como reclutas, y uno se quedó en la finca.
En 1738 Dementy Zarubin organizó un gran levantamiento en el distrito de Demshinsky, vicegerencia de la Gobernación de Tambov, contra el reclutamiento en la milicia terrestre. Las autoridades organizaron una persecución masiva dirigida por el general Devits. Incluso cuando los dragones entraron en su asentamiento, los habitantes se negaron a entregar a su líder y organizaron la defensa en sus casas. Cuando el mayor Poluboyarinov anunció el decreto que establecía que los odnodvortsy debían volver a su servicio, rápidamente atacaron al regimiento de dragones, lo desarmaron y capturaron al mayor. En unas pocas semanas, una gran tropa encabezada por el mayor Mansurov fue enviada para «ahogar el motín en sangre», pero todos los habitantes de la aldea la abandonaron en secreto antes de ello. En 1739 Mansurov había puesto fin a la sublevación. La acusación duró cuatro años. Cerca de veinte hombres fueron arrestados; cincuenta y cuatro murieron torturados. Dementy Zarubin y otros 19 hombres fueron sentenciados a la pena capital, mientras que 25 hombres fueron enviados a un campo de trabajo en Siberia (katorga).
Después de la anulación de la milicia terrestre en 1775, los odnodvortsy fueron inscritos como soldados en los regimientos de élite de los dragones y coraceros, así como en el regimiento de guardia de Izmaylovsky.

### Siervos
A pesar de los orígenes del término, algunos campesinos tenían algunos siervos que a menudo vivían con ellos «en un único hogar». Hasta 1840 los odnodvorsty estaban oficialmente autorizados a tener siervos, excepto los que vivían en las regiones del norte y en la gobernación de Smolensk. Sin embargo, en 1786 los odnodvortsy fueron gravados con una capitación similar a la de los campesinos. La propiedad de los siervos entre algunos odnodvortsy se explica por los siguientes factores:
- algunos de los odnodvortsy descendían de la nobleza terrateniente, es decir, los descendientes de los boyardos, los dvoryane (un rango) o los pequeños príncipes;
- en el siglo XVIII, especialmente durante el reinado de Pedro I de Rusia, cuando todos los hombres de la nobleza terrateniente tenían que servir en la guardia como soldados, lo que implicaba grandes gastos y la ausencia de la finca durante años, algunos terratenientes entraban voluntariamente en la nobleza para evitar el servicio militar;
- algunos militares de los nuevos regimientos modelo, como los reiter los dragones, algunos cosacos, podían recibir haciendas habitadas por campesinos;
- el derecho a poder tomar como siervos a los prisioneros de guerra.

### Recuperar la nobleza
En 1776, los odnodvortsy intentaron hacer una petición a Catalina II de Rusia a través de la Comisión Legislativa (Ulozhennaya Komissiya). Los odnodvortsy de Kozlov, gobernación de Tambov, declararon que sus antepasados, los vástagos boyardos, se establecieron en el siglo XVII en la frontera sur para luchar contra los tártaros de Crimea. Se quejaban de tener un rango inferior al de «burgueses y comerciantes», tener que pagar la capitación y tener que alistarse en la milicia terrestre, y pidieron a la zarina que les devolviera su antiguo nombre de vástagos de boyardos. Los odnodvortsy de Bélgorod se quejaron de que, aunque sirvieron en el ejército y habían participado en muchas batallas, no se les liberó de la capitación, mientras que en su ausencia los terratenientes ricos se apoderaron de sus tierras, y terminaron sin hogar. También mencionaron el hecho de que algunos nobles ganaron este rango sin tener el derecho debido, proveniente de pequeños oficinistas y clérigos, y habiendo recibido este estatus por dinero en lugar de por ascendencia. Los odnodvortsy de Bélgorod también enfatizaron la situación cuando un hijo, o hermano, confirmaba la nobleza, mientras que el otro permanecía en el rango de odnodvortsy. Otra queja se refería al castigo físico.
En 1801 se permitió a los odnodvortsy confirmar la nobleza. Sin embargo, en 1804 el gobierno trató de desautorizar a los odnodvortsy sospechosos de evitar el servicio de confirmar la nobleza.
Tras la división de la Mancomunidad Polaco-Lituana, las propiedades de la antigua nobleza y aristocracia local, que no se atribuían a la Corona Rusa, fueron arrebatadas y entregadas a los cortesanos del zar ruso. En 1831, debido al levantamiento de Noviembre  de la nobleza polaca, bielorrusa y ucraniana contra la ocupación rusa, las autoridades imperiales rusas decretaron que los szlachta que no demostraran su nobleza debían inscribirse con los campesinos o los residentes de la ciudad (meschyane), o clasificarse como odnodvortsy. Desde 1845 se permitió a los odnodvortsy de la antigua Mancomunidad Polaco-Lituana demostrar su nobleza.
En la década de 1850 el gobierno ruso comenzó la política de fusionar a los campesinos del estado. El censo de 1854 clasificó oficialmente a los campesinos del estado y les impuso el deber de reclutamiento.
Hasta 1871, cuando se estableció el servicio militar universal en Rusia, a diferencia de los campesinos, que servían durante 25 años, los odnodvortsy estaban obligados a servir durante 15 años. Desde 1816, los odnodvortsy podían conseguir la nobleza solamente a través del servicio, mientras que podían obtener el rango de suboficial en el plazo de 6 años. Así mismo conseguían su primer rango de suboficial en cinco años. Desde 1874 se les permitió entrar al servicio militar como voluntarios, y así subir a la Tabla de rangos para recuperar la nobleza.

## Propiedad de la tierra
Como descendientes de la nobleza terrateniente y militares, los odnodvortsy a menudo poseían propiedades hereditarias medidas en las unidades llamadas «chetverty». En promedio, el tamaño de sus tierras era relativamente pequeño, y oscilaba entre unas pocas hectáreas y 50 hectáreas. Para 1724 su propiedad de la tierra había sido similar a la de la nobleza formal. Más tarde, fue restringida por el gobierno. En 1766 se les limitaron los derechos de transferencia de tierras permitiéndoles vender tierras solamente dentro de su clase. Con el tiempo, fueron clasificados con los campesinos estatales y sus tierras fueron nacionalizadas y consideradas «tierras de propiedad estatal».
Las tierras de los odnodvortsy fueron a menudo confiscadas por terratenientes ricos, especialmente durante el siglo XVIII, cuando el país estaba gobernado por los favoritos reales. Los campesinos que terminaban sin tierra podían ser atendidos por la nobleza rica.

### Retrato sociocultural
Los odnodvortsy se caracterizaron por su comunidad muy unida. Ser pobres no les permitía casarse con la nobleza oficial, sin embargo, ellos miraban con desprecio a los campesinos comunes, especialmente a los siervos. Muchos de ellos tenían sus propiedades ubicadas junto a la nobleza oficial, compartiendo las mismas aldeas con ellos, por lo tanto había habían terminado viviendo codo con codo con los siervos. La gran hostilidad entre estos dos grupos se expresaba en los apodos que los siervos les daban, como indyuki (ruso: индюк; «cerca de pavo real»), sangre roja, lapotnye kniazya (literalmente «príncipes con zapatos de líber»), talagayi (dialectal: «vagos perezosos»), panki («caballeros de poca monta»). Como resultado, los oOdnodvortsy tenían una tradición de matrimonios mixtos, y muchas familias estaban estrechamente relacionadas.
Los odnodvortsy que tenían siervos todavía cosechaban sus tierras. Este hecho arruinó su reputación ante los campesinos y la nobleza que los miraba con desprecio, y la nobleza terrateniente pobre, en general. El Heraldo Legal de 1833 hizo una publicación sobre odnodvortsy que terminaron siendo un campesinos: «La familia campesina Starkov dijo que su abuelo tenía siete siervos y trabajaba con ellos en el campo». A diferencia de los campesinos, los odnodvortsy guardaban armas en sus casas: sables, pistolas, etc.
Aparte del trasfondo, las condiciones de vida de los campesinos eran poco diferentes. Sin embargo, los odnodvortsy a menudo tenían una organización del hogar muy diferente, tradiciones de construcción de casas e incluso dialectos. Sus casas del sur del país, eran similares a las mazankas ucranianas, un tipo de casa pequeña construida con armazón de madera y 
arcilla. Sin embargo, a diferencia de los ucranianos, los odnodvortsy solían tener los suelos de las casas de madera. Debido a la deforestación, en el siglo XIX la población del sur de Rusia comenzó a utilizar el ladrillo en la construcción. En este período las casas de los odnodvortsy estaban hechas de largas estructuras de dos plantas con muchos apartamentos para alojar a las familias de los hijos varones. Otro tipo de casa típica para los odnodvortsy del sur era la llamada «isba de cinco paredes» con chimenea, a diferencia de las de la mayoría de los campesinos, en cuyas casas el humo del horno llenaba el interior. A diferencia de los campesinos, los odnodvortsy utilizaban madera de pino importada para la construcción de sus casas, ponían vallas altas, a veces de piedra, alrededor de sus casas.
Las mujeres odnodvortsy del sur eran famosas por sus faldas especiales a rayas o a cuadros llamadas andarak, similares al traje nacional lituano. En el siglo XVIII algunas odnodvortsy comenzaron a vestirse a la moda europea. Las mujeres eran buenas amas de casa y cocineras, sus familias conservaban los antiguos platos que les habían transmitido sus antepasados, como la salamata, una sopa espesa hecha de leche y harina, que se remonta a la comida que comían los soldados en las campañas militares de larga duración, y la sopa de cereales a base de alforfón, mijo o trigo y con sabor a manteca de cerdo o mantequilla. Criaban gansos y pavos que luego se propagó por los campesinos de otras aldeas.

## En la ficción
- A Russian Gils Blas, or adventures of Prince Gavrila Semyonovich Chistyakov, una novela de Vasily Narezhny sobre un príncipe-odnodvoret y sus aventuras durante el reinado de Catalina la Grande. La novela fue escrita en 1814, pero debido a la censura se publicó por primera vez en 1938.
- Odnodvorets Ovsyannikov, un cuento de Ivan Turgenev escrito en 1847.